# Klardžetija
Klardžetija (gruz. კლარჯეთი; arm. Կղարջք, Kharjk) bila je provincija drevne i srednjovjekovne Gruzije, koja je danas dio turske provincije Artvin. Klardžetija, susjedna provincija Tao i nekoliko drugih manjih okruga, činili su veću regiju sa zajedničkom poviješću i kulturom koja je uobičajeno poznata kao Tao-Klardžetija.

## Rana povijest
U širem smislu, Klardžetija, kojom prilazi rijeka Čorohi, protezala se od lanca Arsiani na zapadu, prema Crnom moru. U užem smislu, proteže se od Aharisckalija do Arsianija, a uključuje Liman, Adžariju, Mačaheli, Šavšetiju i Artanudži. 
Klardžetija je bila jedna od najzapadnijih provincija Kraljevine Iberije, koja se pojavila na kavkaskoj političkoj karti u 3. stoljeću prije Krista, a njome je, prema srednjovjekovnim gruzijskim kronikama, vladala dinastija Farnavazida. Od 2. stoljeća prije Krista do 3. stoljeća poslije Krista, Klardžetija, kao i neke druge susjedne zemlje, bili su predmet spora između kraljevstva Iberije i Armenije (Armenci su Klardžetiju znali kao Kļarjk'), i prelazilla je iz jedne države u drugu. U podjeli Iberije 370-ih između Bizantskog i Sasanidskog Carstva, Klardžetija je pripala Bizantu, ali nije poznato je li kao provincija ili kao vazal. Čini se da je brak hosroidskog kralja Vahtanga s rimskom princezom Helenom omogućio Ibercima povratak provincije oko 485.  godine. Nakon toga, Klardžetija je ostala u posjedu Vahtangovih mlađih sinova i njihovih romanofilskih potomaka koji su formirali vladarski kuću Guaramidi i održavali se u Klardžetiji i Džavahetiji do oko 786. godine, kada su posjedi Guaramida prešli u ruke njihovih rođaka iz obitelji Bagrationi.

## Kneževina Kladržetija
Dinastija Bagrationi predsjedala je razdobljem gospodarskog prosperiteta i kulturnog preporoda na tom području. Porezi prikupljeni u Artanudžiju bili su glavni čimbenik uspona moći dinastije Bagrationi. Opustošena u arapskoj invaziji, Klardžetija je ponovno naseljena i razvila se u glavno središte kršćanske kulture potpomognut velikim monaškim pokretom koji je pokrenuo gruzijski redovnik Grgur Handzta (759. – 861.)
Oko 870. godine Klardžetija je postala nasljedni feud jednog od tri glavna ogranka gruzijskih vladara, Bagrationija. Ovoj liniji - koja je u srednjovjekovnim gruzijskim zapisima poznata kao Suvereni Klardžetije (კლარჯნი ხელმწიფენი, klarjni khelmts'ip'eni) - posjede je oduzeo njihov rođak Bagrat III., prvi kralj ujedinjene Gruzije, 1010. godine. On je ovo područje dodijelio plemićkoj obitelji Abuserisdze.
Klardžetija se nikada nije u potpunosti oporavila od niza seldžučkih napada kasnije u 11. stoljeću, a dodatno je oslabila u invazijama Mongola i Timura u 13. i 14. stoljeću. Nakon podjele Kraljevina Gruzije u 15. stoljeću, Klardžetija je pripala knezovima Meshetije koji su to područje izgubili osmanskim osvajanjem 1551. godine.

## Vladari Klardžetije
| Knez                      | Vladavina         | Napomena         |
| ------------------------- | ----------------- | ---------------- |
| Sumbat I. Mampali, Veliki | 870. – 889.       |                  |
| Bagrat I.                 | 889. – 900.       |                  |
| David I.                  | 900. – 943.       |                  |
| Sumbat II.                | 943. – 988.       |                  |
| David II.                 | 988. – 992./993.  |                  |
| Sumbat III.               | 992./993. – 1011. | suvladar: Gurgen |
| Ivan Abuserisdze          | 1011. – 1030.     |                  |
| Abuser I. Abuserisdze     | 1046./1047.       |                  |
| Grigol Abuserisdze        | 1047. – 1070.     |                  |
| Abuser II. Abuserisdze    | –                 |                  |